# Єліфановська Виставка
Єліфа́новська Ви́ставка (рос. Елифановская Выставка) — присілок у складі Тарногського району Вологодської області, Росія. Входить до складу Ілезського сільського поселення.

## Населення
Населення — 1 особа (2010; 8 у 2002).
Національний склад (станом на 2002 рік):
- росіяни — 87 %